# 175 av. J.-C.
Cette page concerne l'année 175 av. J.-C. du calendrier julien proleptique.

## Événements
- 4 décembre 176 av. J.-C. (25 mars 579 du calendrier romain) : début à Rome du consulat de Marcus Aemilius Lepidus (pour la seconde fois) et Publius Mucius Scævola[1]. 
  - Répression de la révolte des Ligures et de leurs alliés Gaulois cisalpins par les consuls Aemilius et Mucius, qui obtiennent les honneurs du triomphe[1]. Déportation massive des Friniati (Friniates), peuple ligure, des montagnes vers la plaine[2].
- 3 septembre : assassinat de Séleucos IV[3]. Début du règne d'Antiochos IV Épiphane (215/163 av. J.-C.), roi de Syrie.
  - Séleucos IV, qui se débat dans des problèmes financiers liés à la dette à verser aux Romains depuis la paix d'Apamée, charge vers 178 av. J.-C. son premier ministre  Héliodore d’inspecter et de confisquer le trésor du temple de Jérusalem. Le grand-prêtre Onias III refuse catégoriquement cette réquisition (le trésor comprenait non seulement les dépôts du peuple mais aussi la fortune du  tobiade Hyrcan). Après son échec à Jérusalem, Héliodore empoisonne Séleucos à Antioche et tente de se faire déclarer roi mais il est renversé et exécuté par Antiochos IV, frère de Séleucos IV[4].
  - Après la mort de Séleucos IV, le grand prêtre Onias III est destitué et remplacé par son frère Jason (Yéshoua), qui obtient l’autorisation d’Antiochos IV de transformer Jérusalem en cité grecque en échange de fortes sommes d’argent. Jérusalem prend le nom d’Antioche. Jason établit une liste des membres du démos (citoyens) et veut créer des institutions éducatives de type hellénique. La construction d’un gymnase au pied de la colline de Sion provoque des troubles parmi les Juifs[5].

- Une importante crue du Rhône recouvre une large partie de l’agglomération d'Arles[6].

## Décès
- 3 septembre : Séleucos IV, roi de Syrie.
- Héliodore, ministre de Séleucos IV.
- Apollonius Eidographos, grammairien d'Alexandrie.